# Domenico Iannacone
Domenico Iannacone (Torella del Sannio, 7 aprile 1962) è un giornalista italiano.

## Biografia
Inizia la propria carriera giornalistica sulle testate regionali Corriere del Molise e Il Quotidiano del Molise, diventando in seguito caporedattore nell'emittente locale TRC, collaborando anche con Italia News Network.
Dal 2001, anno in cui entra in Rai, al 2003 lavora nella redazione del magazine Okkupati, in onda su Rai 3. Sulla stessa rete diventa inviato, dal 2004 al 2008, per la trasmissione Ballarò e nel 2007 per W l'Italia di Riccardo Iacona.
Autore di documentari di impatto sociale e di inchieste, realizza nel 2002 Grammatica di un terremoto sulla tragedia di San Giuliano di Puglia, e nel 2008 per Rai 3 il documentario Vacanze d'Italia.
Dal 2007 è tra gli autori del programma Presadiretta, in onda su Rai 3.
Vince tre volte il Premio Ilaria Alpi nella sezione "miglior reportage italiano lungo": nel 2008 con Il Terzo Mondo, sul quartiere napoletano di Scampia; nel 2010 con Il Progetto ovvero Storia di un'Italia incosciente, racconto sull'elusione delle leggi e sulla sicurezza; nel 2011 con Evasori, inchiesta sull'evasione fiscale.
Dal 2013 al 2018 con I dieci comandamenti, in seconda serata su Rai 3, si cimenta per la prima volta nella conduzione. Il programma, e una sua inchiesta all'interno, gli valgono altre due volte il Premio Alpi, e il premio "Ideona" come "migliore TV d'autore dell'anno".
Il 14 dicembre 2018 gli è stato conferito a Campobasso il premio "San Giorgio".
Torna alla conduzione nel 2019 con la striscia quotidiana Che ci faccio qui. Nel 2022 per Rai Radio 2 realizza il podcast Il sillabario delle emozioni.
Nel 2023 porta in tournée teatrale Che ci faccio qui in scena, in continuità con la narrazione televisiva.

## Vita privata
È stato sposato per un breve periodo con la radioconduttrice Federica Gentile, da cui ha avuto una figlia.

## Televisione
- Okkupati (Rai 3, 2001-2003) redattore
- Ballarò (Rai 3, 2004-2008) inviato
- W l'Italia (Rai 3, 2007) inviato
- Presadiretta (Rai 3, dal 2007) autore
- Vacanze d'Italia (Rai 3, 2008)
- Robinson (Rai 3, 2012) inviato
- I dieci comandamenti (Rai 3, 2013-2018)
- Che ci faccio qui (Rai 3, dal 2019)